# Kari Simonsen

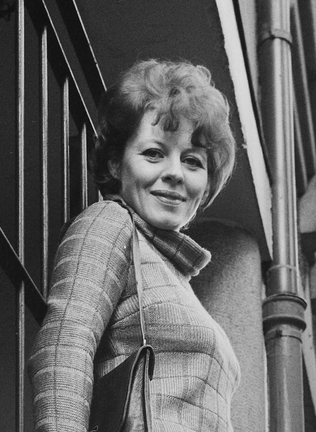
Kari Simonsen, ca. 1965.

Kari Simonsen (* 5. Juni 1937 in Oslo) ist eine norwegische Schauspielerin, die durch ihre vielseitigen Auftritte in Film, Fernsehen und Theater in ihrer Heimat bekannt geworden ist.

## Biografie
Simonsen hatte ihr Debüt 1959 als Schauspielerin im Folketeatret. Anschließend war sie von 1960 bis 1972 am Oslo Nye Teater tätig, wo sie unter anderem als Sally Bowles in dem Musical Cabaret auftrat. Im Laufe der Zeit entwickelte sich Simonsen zu einem bekannten Original und temperamentvollen Schauspielerin, die in Norwegen ein breites Publikum in Theater, Film, Fernsehen und Radio erreichte. Ab 1972 war sie fest am Nationaltheatret angestellt, außerdem trat sie weiterhin noch im Edderkoppen teater und am Chat Noir auf. Weiterhin wirkte sie bei mehreren Inszenierungen als Schauspielerin beim ABC-teatret, Victoria Teater, Black Box Teater, Chateau Neuf und am Bryggeteatret mit. 1998 trat sie in der Die Dreigroschenoper von Bertolt Brecht in der Rolle als Mrs. Peachum auf, der Frau des Besitzers der Firma „Bettlers Freund“ an der Amfiscene des Nationaltheatret, deren Inszenierung unter ihrer Mitwirkung dem Haus weitere 65 volle Vorstellungen bescherte. Simonsen spielte ebenfalls seit vielen Jahren in Peer Gynt die Rolle der Mutter Åse im Freilufttheater des Peer Gynt-Festivals (Peer Gynt-stemnet) am norwegischen See Gålåvatnet im Fylke Oppland. Im Oktober 2006 wurde auch ein Gastspiel dieses Festivals mit Simonsen zu dem Peer Gynt-Musikstück im Central Park in New York präsentiert.
Unter anderem zeichnete sich bei Simonsen innerhalb ihrer Karriere früh eine Zusammenarbeit mit dem Unterhaltungskünstler und Komiker Rolv Wesenlund ab und sie trat mit ihm und Harald Heide-Steen junior bei verschiedenen Formaten sowie meist humorvollen Fernseh- und Radiosendungen, wie Hørerøret und Fleksnes auf. Des Weiteren sprach sie 1974 die norwegische Synchronstimme des Fabian Sommerfeld (Solan Gundersen) in dem Puppentrickfilm von Ivo Caprino Hintertupfinger Grand Prix (Flåklypa Grand Prix). Simonsen trat längere Zeit regelmäßig als Moderator in der Talkshow Studio 5 beim Fernsehsender FEM auf. Simonsen war in Norwegen wohl am meisten bekannt für die Rolle als Gjertrud Krogstad, der Mutter von Svein Krogstad, in der Seifenoper Hotel Cæsar vom TV 2. Darüber hinaus wirkte sie noch bei vielen weiteren Film- und Fernsehproduktionen mit.

## Familie
Simonsen war mit dem Schriftsteller Peder Wright Cappelen (gestorben 1992) verheiratet und aus der Ehe stammen die gemeinsamen Kinder, der Philosoph und Hochschullehrer Herman Cappelen, der Ökonom Alexander Cappelen sowie der Politikwissenschaftler Cornelius Cappelen. Kari Simonsen selbst ist die Tochter von Jon Simonsen (1900 bis 1975) und Marie Louise Heiberg (1910 bis 2007). Der Rechtsanwalt Gustav Heiberg Simonsen ist ihr Bruder (und Vater der Journalistin Marie Simonsen). Kari Simonsens Großmutter Signe Konow (1871 bis 1920) war ein Nachkomme des Landwirtes, Autors und Politikers Wollert Konow (1809 bis 1881) aus Bergen und der seit 1839 verheiratet war mit Maria Louise Oehlenschläger (1818 bis 1910), die wiederum die Tochter des dänischen Nationaldichter Adam Gottlob Oehlenschläger ist. Kari Simonsen ist ein direkter Nachkomme des Dichters.

## Auszeichnungen
- 1990: Per-Aabel-Ehrenpreis (Per Aabels ærespris)
- 2001: Amanda-Ehrenpreis des Komitees für ihr Lebenswerk
- 2009: Aas-Bye-Ehrenpreis (Aase Byes ærespris)

## Filmografie (Auswahl)
- 1959: 5 loddrett
- 1960: Omringet
- 1964: Nydelige nelliker
- 1965: To på topp
- 1970: Olsenbanden og Dynamitt-Harry
- 1972–1988: Fleksnes (Fernsehserie)
- 1970: Alberte
- 1972: Marikens bryllup
- 1974: Tre søstre
- 1974: Marve Fleksnes – der einsame Junggeselle (Den siste Fleksnes)
- 1974: Fleksnes Fataliteter - Vol 1
- 1975: Hintertupfinger Grand Prix (Flåklypa Grand Prix, Puppentrickfilm, norwegische Stimme als Fabian Sommerfeld, bzw. Solan Gundersen)
- 1977: Mormor og de åtte ungene i byen
- 1979: To gode venner
- 1979: Mormor og de åtte ungene i skogen
- 1979: Lucie
- 1981: Solstreif
- 1985: Øye for øye
- 1985: Deilig er fjorden
- 1989: Sabeltigerens sønn
- 1989: Vertshuset den gyldne hale (Fernsehserie)
- 1990: Svampe
- 1992: Ute av drift
- 1991: Fredrikssons fabrikk
- 1992: Fedrelandet
- 1994: Mot i brøstet (Fernsehserie)
- 1998: Absolutt blåmandag
- 1998: Blodsbånd (Mini-Serie)
- 1998: Nur Wolken bewegen die Sterne (Bare skyer beveger stjernene)
- 1998: Cellofan - Med døden til følge
- 1999: Sofies Welt (Sofies verden)
- 2000: Når nettene blir lange
- 2000: Aberdeen
- 2000–2010: Hotel Cæsar (Fernsehserie)
- 2001: Prinsessen i Eventyrriket
- 2002: Tyven, tyven
- 2006: Die Kunst des negativen Denkens (Kunsten å tenke negativt)
- 2006: Andre omgang
- 2007: Størst av alt (Mini-Serie)
- 2008: Nina (Kurzfilm)
- 2009: Gute Nacht, mein Schatz (God natt, elskede, Fernsehserie)
- 2012: Pyramiden (Kurzfilm)
- 2012: Ballett (Kurzfilm)
- 2012: Unns Kjærlighet (Kurzfilm)
- 2013: Detektiv Downs
- 2022: Helt super (Kurzfilm)